# Aliance

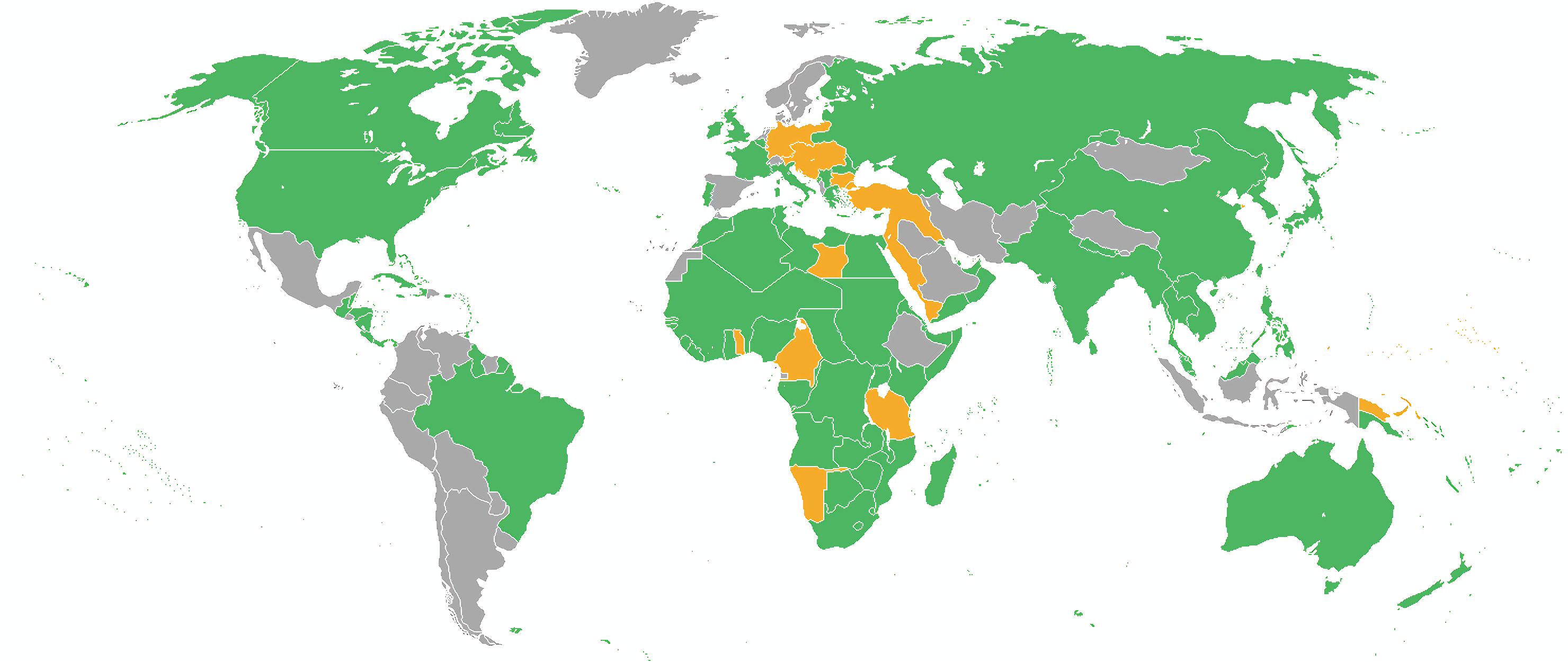
Mapa světa ukazuje účastníky první světové války: Spojenectví a spojenci (některé vstoupily do války, nebo vypadl později) Centrální Síly Neutrálních Zemi

Aliance (spolek), v politice také blok, liga, nebo pakt, je smluvně zakotvený vztah mezi rovnoprávnými partnery.[zdroj⁠?!] Spolek mohou tvořit fyzické nebo právnické osoby, státy.
Vojenské aliance se označují také jako spojenecké smlouvy. Členové aliance jsou pak označování jako spojenci. Z tohoto, vojenského pojetí, pochází účel mezinárodní aliance (spolku) dvou nebo více států jako namířené proti třetímu státu nebo jiné alianci.
V novější době je označení aliance užívána i pro jiné než obranné (politika v dobách míru), nebo válečné (politika v dobách války nebo jako příprava na ní) účely. V ekonomice, např. aliance leteckých společností. V politice pro označení dlouhodobě spolupracujících stran. 
Aliance se nachází po celém světě (kromě Austrálie a Oceánie). Jsou jimi např. : NATO - North Atlantic Treaty Organization (Severoatlatická Aliance), OSN (Organizace Spojených Národů), EU (Evropská unie). Těmto aliancím se říká Světové Aliance Jedná se o známé Aliance ve světě, o kterých ví všechny státy a všichni politici daných států (mohou být výjimky).